# Hidalgo (Texas)
Hidalgo ist eine Stadt im Hidalgo County im US-Bundesstaat Texas in den Vereinigten Staaten. Das U.S. Census Bureau hat bei der Volkszählung 2020 eine Einwohnerzahl von 13.964 ermittelt.

## Geografie
Die Stadt liegt im Süden von Texas am U.S. Highway 281, an der Grenze zu Mexiko am Rio Grande, gegenüber von Reynosa, ist im Osten etwa 100 Kilometer vom Golf von Mexiko entfernt und hat eine Gesamtfläche von 11,5 km².

## Geschichte
Die ersten Siedler in dieser Gegend waren 1749 Mitglieder der Kolonie von José de Escandón, Gründer und Gouverneur der Kolonie Nuevo Santander in Neuspanien. Die Namen des Ortes waren damals La Habitación, Rancho San Luis, und San Luisito. 1852 siedelte hier John Young, ein Schotte, der den Ort in Edinburgh umbenannte. 1885 wurde der Ort nochmals umbenannt in den heutigen Namen. Bis 1915 waren hier auch Truppen der US-Armee und der Texas Rangers stationiert.

## Demografische Daten
Nach der Volkszählung im Jahr 2009 leben hier 13.956 Menschen in 1.747 Haushalten und 1.593 Familien. Die Bevölkerungsdichte betrug 649,9 Einwohner pro km². Ethnisch betrachtet setzte sich die Bevölkerung zusammen aus 97,7 % weißer Bevölkerung, 0,1 % Afroamerikanern, 0,3 % amerikanischen Ureinwohnern, 0,2 % Asiaten, 0,00 % Bewohnern aus dem pazifischen Inselraum und 15,45 % aus anderen ethnischen Gruppen. Etwa 1,90 % waren gemischter Abstammung und 97,75 % der Bevölkerung waren spanischer oder lateinamerikanischer Abstammung.
Von den 1.747 Haushalten hatten 61,9 % Kinder unter 18 Jahre, die im Haushalt lebten. 66,1 % davon waren verheiratete, zusammenlebende Paare. 21,0 % waren allein erziehende Mütter und 8,8 % waren keine Familien. 8,1 % aller Haushalte waren Singlehaushalte und in 4,7 % lebten Menschen, die 65 Jahre oder älter waren. Die Durchschnittshaushaltsgröße betrug 4,19 und die durchschnittliche Größe einer Familie belief sich auf 4,43 Personen.
39,0 % der Bevölkerung waren unter 18 Jahre alt, 11,6 % von 18 bis 24, 28,0 % von 25 bis 44, 14,7 % von 45 bis 64, und 6,6 % die 65 Jahre oder älter waren. Das Durchschnittsalter war 25 Jahre. Auf 100 weibliche Personen aller Altersgruppen kamen 88,6 männliche Personen. Auf 100 Frauen im Alter von 18 Jahren und darüber kamen 82,4 Männer.
Das jährliche Durchschnittseinkommen eines Haushalts beträgt 22.631 (2009) USD, das Durchschnittseinkommen einer Familie 20.357 USD. Männer hatten ein Durchschnittseinkommen von 16.238 USD gegenüber den Frauen mit 13.577 USD. Das Prokopfeinkommen betrug 5.849 USD. 44,3 % der Bevölkerung und 41,4 % der Familien lebten unterhalb der Armutsgrenze. Davon waren 51,2 % Kinder und Jugendliche unter 18 Jahren und 45,5 % waren 65 oder älter.
Die Stadt hat eine Arbeitslosenquote von 9,6 % (2009)
Management, Wirtschaft und Finanzen: 5,47 %
Selbstständige:          10,23 %
Service:              17,11 %
Dienstleistungen:         33,63 %
Landwirtschaft:           3,25 %
Maschinenbau:           10,30 %
Die Hidalgo Early College High School gehört zu den besten High Schools der USA. Sie hat 3.395 Schüler, 99,6 % sind lateinamerikanischer Abstammung.
Die Hidalgo Early College High School ist Gewinner des State Championship im Fußball und Frauen-Basketball.